# Márta Sebestyénová
Márta Sebestyénová (* 19. srpna 1957 Budapešť) je maďarská folková zpěvačka.
Její matka Ilona Farkasová byla hudební skladatelka, žačka Zoltána Kodályho, otec József Sebestyén byl profesor matematiky. Nedokončila studium výtvarného umění a v roce 1973 stála u zrodu skupiny Muzsikás, zaměřené na interpretaci lidových písní z oblastí Somogy a Sedmihradsko. V jejím repertoáru je také romský, židovský a balkánský folklór.
Spolupracovala s francouzskou skupinou Deep Forest, Karlem Wallingerem a Davy Spillanem, její nahrávky jsou použity v hollywoodských filmech Anglický pacient a Americká rapsodie. Je zastoupena v antologii The Rough Guide to World Music.
Byla jmenována mírovou velvyslankyní UNESCO. V roce 1999 získala Kossuthovu cenu.